# Municipio de Eden (condado de Licking)
El municipio de Eden (en inglés: Eden Township) es un municipio ubicado en el condado de Licking en el estado estadounidense de Ohio. En el año 2010 tenía una población de 1248 habitantes y una densidad poblacional de 22,45 personas por km².

## Geografía
El municipio de Eden se encuentra ubicado en las coordenadas 40°12′15″N 82°19′15″O / 40.20417, -82.32083. Según la Oficina del Censo de los Estados Unidos, el municipio tiene una superficie total de 55.59 km², de la cual 55,45 km² corresponden a tierra firme y (0,24 %) 0,13 km² es agua.

## Demografía
Según el censo de 2010, había 1248 personas residiendo en el municipio de Eden. La densidad de población era de 22,45 hab./km². De los 1248 habitantes, el municipio de Eden estaba compuesto por el 97,2 % blancos, el 1,6 % eran afroamericanos, el 0,08 % eran amerindios, el 0,08 % eran asiáticos y el 1,04 % eran de una mezcla de razas. Del total de la población el 0,96 % eran hispanos o latinos de cualquier raza.